# (579) Sidonia
(579) Sidonia (1905 SD) – planetoida z pasa głównego asteroid okrążająca Słońce w ciągu 5 lat i 82 dni w średniej odległości 3,01 j.a. Została odkryta 3 listopada 1905 roku w Landessternwarte Heidelberg-Königstuhl w Heidelbergu przez Augusta Kopffa. Nazwa planetoidy pochodzi od bohaterki opery Armide Christopha Glucka (została zainspirowana literami oznaczenia asteroidy [1905 SD] w imieniu SiDonia). Przed jej nadaniem planetoida nosiła oznaczenie tymczasowe (579) 1905 SD.